# Брюнних, Мортен Тране (художник)
Мортен Тране Брюнних (дат. Morten Thrane Brünnich, 14 декабря 1805, Копенгаген — 21 июля 1861, Санкт-Петербург) — датский художник-портретист, многие годы работавший в России, представитель Россики.

## Биография
Брюнних родился в 1805 году в Копенгагене. Художественное образование, вероятнее всего, получил в родном городе, в Королевской академии художеств. Принимал участие в ежегодных художественных выставках в датском дворце Шарлоттенборг. В начале 1840-х годов переехал из Копенгагена в Санкт-Петербург, где работал в течение почти 20 лет; писал, в основном, портреты представителей русского дворянства.
Скончался в 1861 году в Санкт-Петербурге.
При жизни пользовался широкой популярностью, однако, в советский период российский истории почти не упоминался: близкий к придворным кругам портретист-иностранец не вписывался в идеологизированные советские представления об искусстве.
Тем не менее, портреты работа Брюнниха сохранились в фондах Государственного Эрмитажа в Санкт-Петербурге и Государственного Исторического музея в Москве. В последние годы некоторые из них были представлены на выставках в Москве и в Ярославле.

## Галерея
- Пётр Николаевич Кобылинский. 1849, Государственный Эрмитаж
- Варвара Кобылинская, супруга П. Н. Кобылинского. 1849, Государственный Эрмитаж
- Статс-дама Татьяна Борисовна Потемкина, урождённая княжна Голицына. 1860, Государственный Эрмитаж